# А-190
А190-01 «Универсал» — универсальная корабельная артустановка, созданная конструкторами нижегородского ЦНИИ «Буревестник». 
Серийно выпускается в двух вариантах, внешне отличающихся щитовым закрытием. А190Э — стандартная башня, А190-01 — башня выполнена по технологии «стелс».
Размещается на кораблях водоизмещением свыше 500 т, в том числе фрегатах, корветах, патрульных кораблях и БПК.

## История
Разработка системы была начата в ЦНИИ «Буревестник» в начале 1990-х годов (главный конструктор А. П. Рогов).
Производитель пушки — петербургский МЗ «Арсенал» им. Фрунзе — в 2000-х постоянно задерживал заказы (мотивируя это неудовлетворительно произведёнными ОКР, «поэтому в ходе серийного производства постоянно приходилось вносить изменения в конструкторскую документацию десятками и сотнями»).
В начале 2010-х производство АУ было передано из МЗ «Арсенал» в ЦНИИ "Буревестник", при этом цена снижена с 300—400 млн руб., в 1,5—2 раза.
27 декабря 2012 года первая серийная модифицированная установка А190-01, произведённая совместно ЦНИИ «Буревестник» и ОАО «Мотовилихинские заводы», успешно прошла комплекс приёмо-сдаточных испытаний и показала полное соответствие требованиям Министерства обороны РФ (соблюдена максимальная скорострельность в 80 выстр./мин, а также поражение целей на расстоянии до 20 км в секторе -10°..+85° по вертикали и ±170 по горизонту).
Первый серийный образец был передан для оснащения малого ракетного корабля проекта 21631 «Град Свияжск».

## Носители
Артиллерийской установкой А190 вооружены следующие корабли российского и иностранных флотов:
- Фрегаты проекта 11356Р «Буревестник»;
- Фрегаты проекта 11356 типа «Тальвар»;
- Корветы проекта 20380(20385) типа «Стерегущий»;
- Малые артиллерийские корабли проекта 21630 «Буян»;
- Малые ракетные корабли проекта 21631 «Буян-М»;
- Большие противолодочные корабли проекта 1155 «Фрегат».

## Галерея

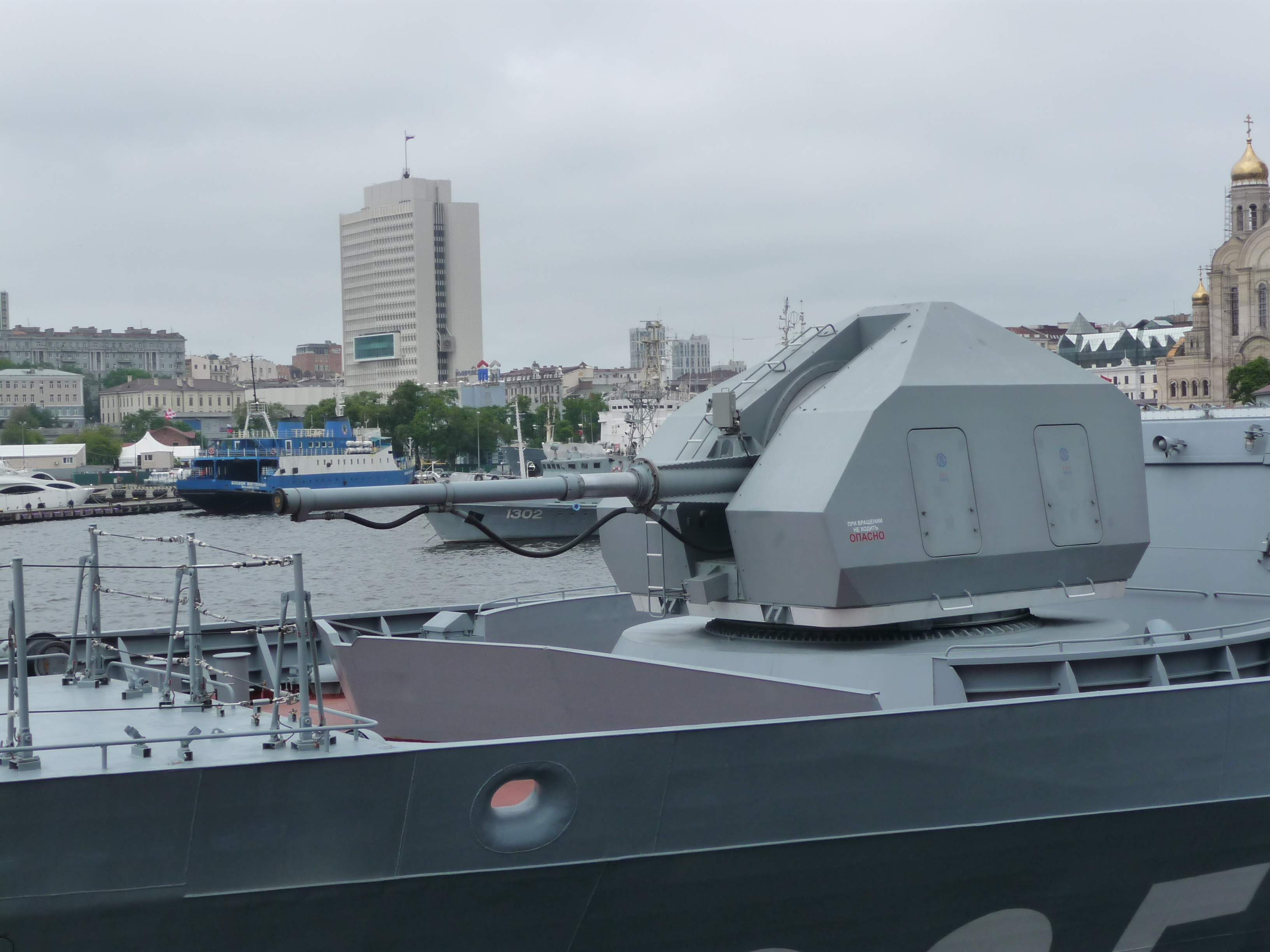
А190-01 на корвете «Громкий»

## Характеристики
- Калибр — 100 мм
- Масса артустановки — 15 тонн
- Скорострельность — 80 выстрелов в минуту
- Углы возвышения установки — от −15 до +85 градусов
- Досягаемость цели по высоте — 15 км
- Максимальная дальность стрельбы — 21 км

## Оценки
«Универсалы» производства МЗ "Арсенал" неудовлетворительно проявили себя как на российских кораблях, так и на индийских фрегатах российского производства Talwar, Trishul и Tabar (индийцы не раз высказывали претензии «Рособоронэкспорту»). Из-этого моряки не рискуют вести огонь на максимальной скорострельности.